# Kantfarvning
Kantfarvning af en graf drejer sig om tildeling af farver til grafens kanter, på en sådan måde, at alle kanter med fælles endeknude er tildelt forskellige farver – dette kaldes en egentlig kantfarvning. Der findes altid sådanne farvetildelinger til kanterne i en forelagt graf, f.eks. med en separat farve til hver kant. En farvetildeling kan specificeres ved en afbildning φ : E → F for en passende farvemængde F, f.eks. et afsnit af de naturlige tal, hvor E er mænden af kanter i grafen. 
Det kantkromatiske tal for en graf G er det mindst mulige antal farver i en egentlig kantfarvning af G. Denne størrelse betegnes χ´(G) (χ er et lille græsk khi)
Der indgår mindst Δ(G) forskellige farver i en egentlig kantfarvning, hvor Δ(G) betegner den maksimale knudevalens for G. Dette er oplagt, da kanterne som er forbundet med den knude der har maksimal valens, skal have forskellige farver. 
Et hovedresultat om kantfarvning – Vizings sætning siger at enhver graf G kan kantfarves ved brug af Δ(G) + 1 kantfarver. Dette resultat viser altså at en forelagt graf kan enten kantfarves med Δ(G) eller Δ(G) + 1 kantfarver.